# The Simpsons Cartoon Studio
The Simpsons Cartoon Studio es un videojuego donde el jugador es el director.

## El juego
The Simpsons Cartoon Studio es un programa de animación lanzado para las computadoras con Windows y Macintosh en 1996 por Fox Interactive.
Aunque es mencionado como juego, The Simpsons Cartoon Studio es realmente una aplicación de diseño para crear dibujos animados usando personajes, sonidos, música y localizaciones del programa de televisión Los Simpson. La aplicación viene con cientos de animaciones de muchos de los personajes de la serie y los usuarios pueden crear y exportar animaciones que pueden ser vistas con la aplicación llamada The Simpsons Cartoon Player.
El programa incluye 50 efectos especiales, 270 elementos (sillas, mesas, etc.) y 45 fondos, y fue creado con unas 10 000 ilustraciones, creadas por dibujantes de la serie. El programa usa una versión mejorada de la interfaz de Felix the Cat's Cartoon Toolbox. Una demo estuvo disponible, con limitado número de fondos, personajes y accesorios.
- Datos: Q936021